# Poșaga de Sus, Alba
Poșaga de Sus (în trecut Belioara) este un sat în comuna Poșaga din județul Alba, Transilvania, România.

## Lăcașuri de cult
- Biserica de lemn “Sf. Arhangheli” (sec.XVIII) este înscrisă pe lista monumentelor istorice din județul Alba[1] elaborată de Ministerul Culturii și Patrimoniului Național din România în anul 2010.

## Obiective turistice
- Rezervația naturală Cheile Poșăgii.
- Rezervația naturală Șesul Craiului - Scărița-Belioara (47,7 ha).

## Imagini

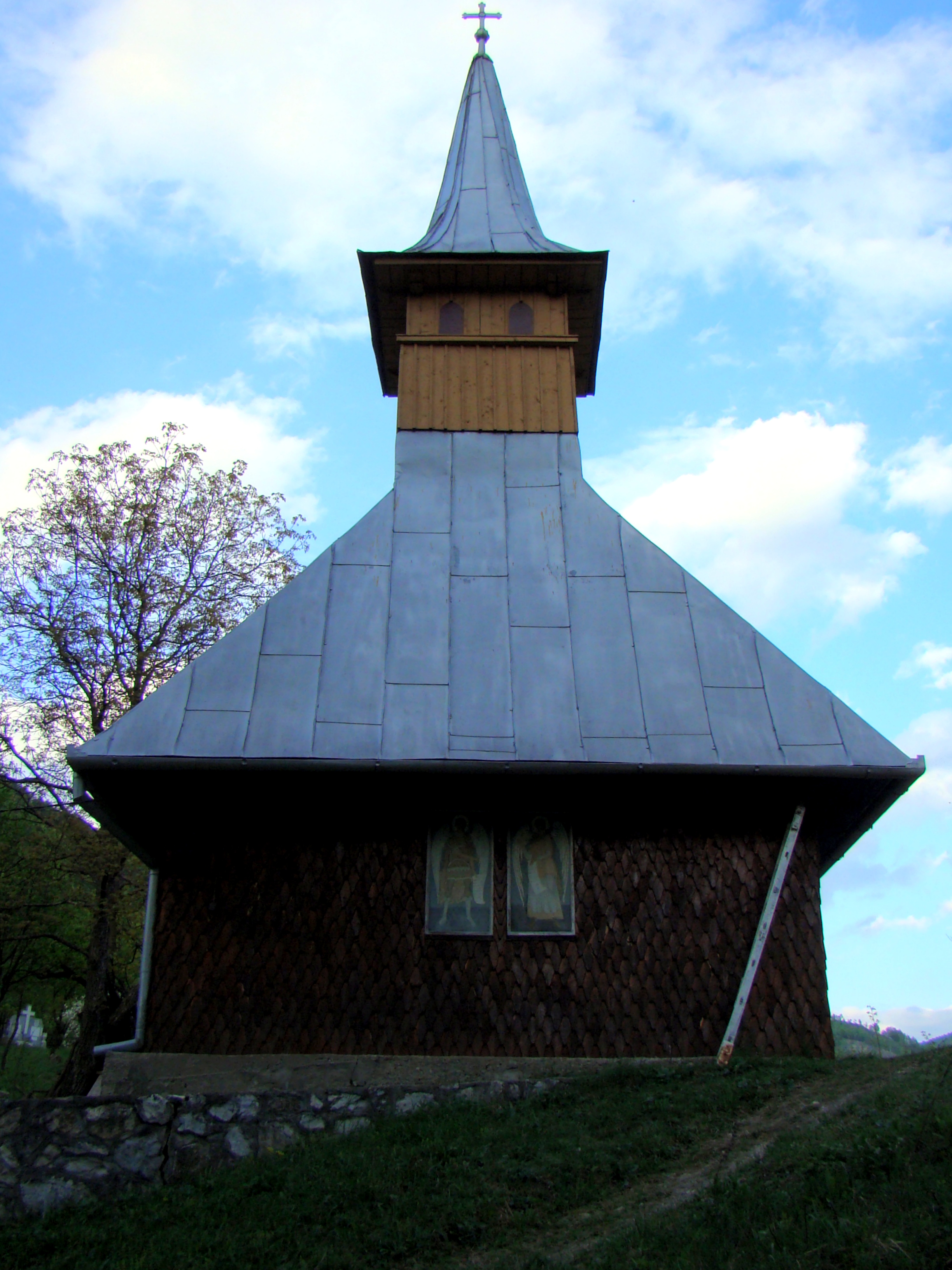
Biserica de lemn (monument istoric)
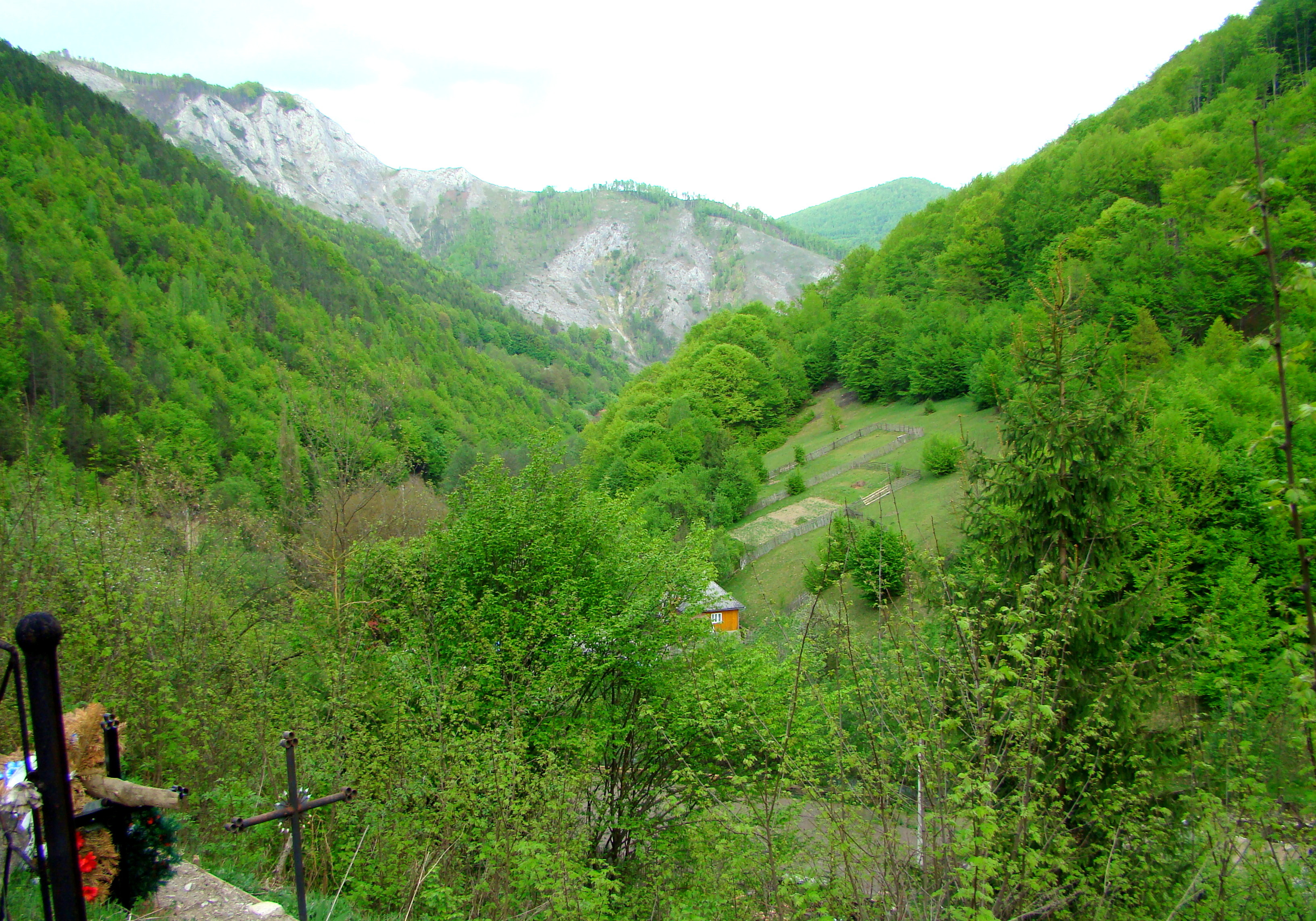
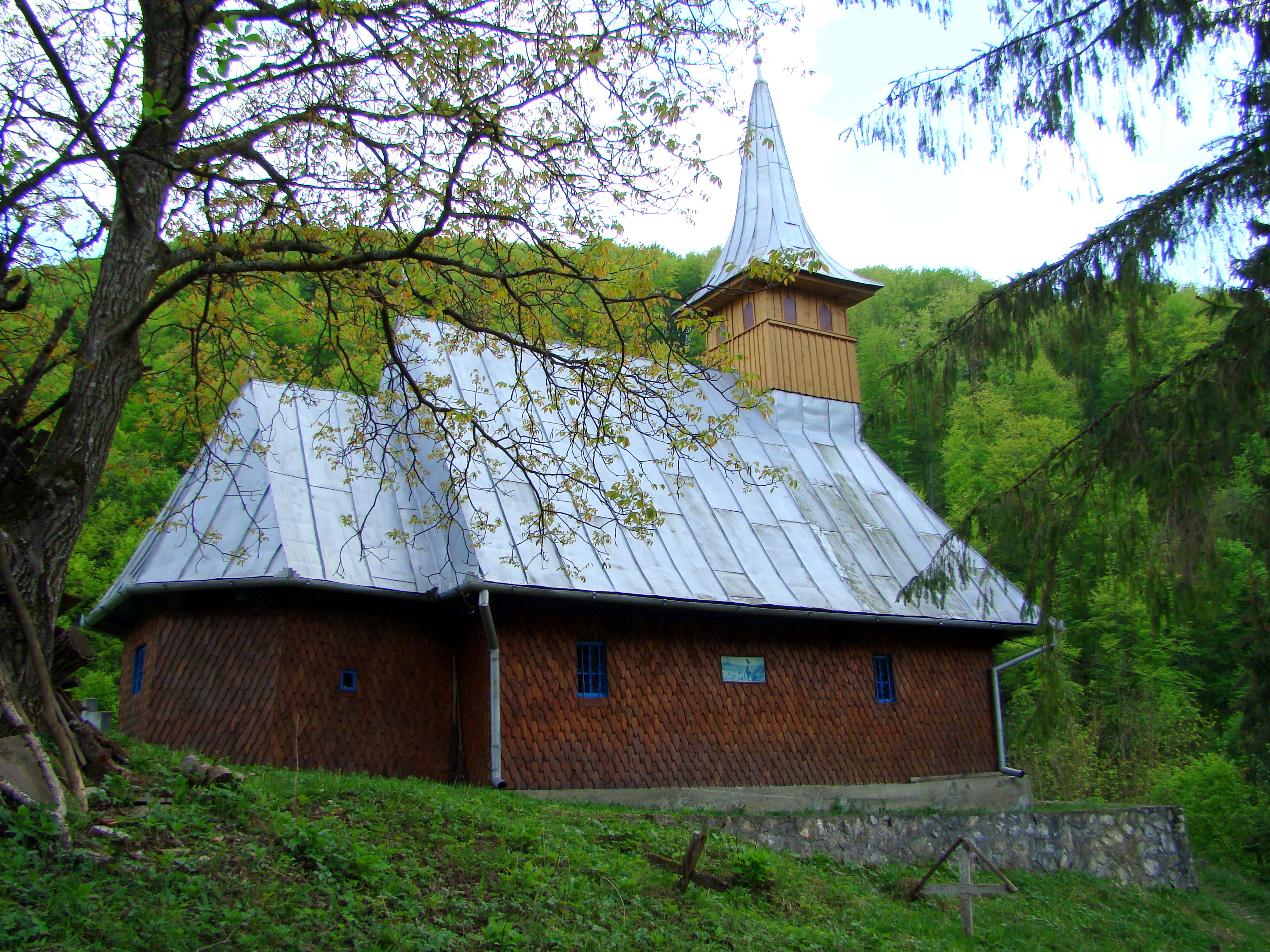
Biserica de lemn (monument istoric)
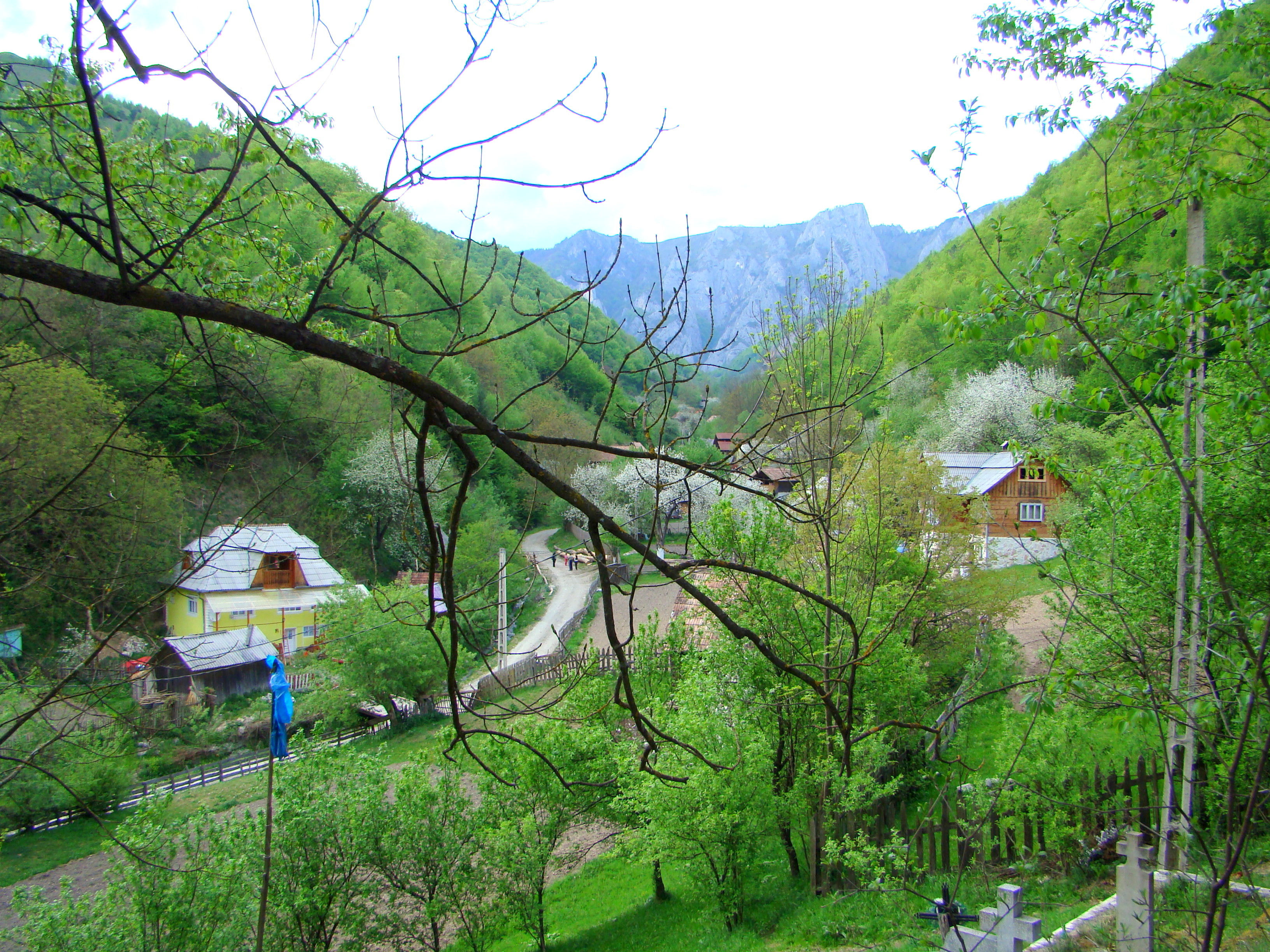